# HMS Kimberley
HMS Kimberley – brytyjski niszczyciel z okresu II wojny światowej, należący do typu K (J/K/N), w służbie Royal Navy w latach 1939–1949. Nosił znak taktyczny F50. Służył głównie na Morzu Śródziemnym, był jednym z dwóch niszczycieli typu K, które przetrwały wojnę.

## Budowa
Stępkę pod budowę okrętu położono 17 stycznia 1938 w stoczni Thornycroft w Southampton, kadłub wodowano 1 czerwca 1939 (numer stoczniowy 1179). Okręt wszedł do służby w Royal Navy 21 grudnia 1939. W tej samej stoczni budowano też równocześnie niszczyciel HMS „Kashmir” tego typu, a następnie HMAS „Nepal” i „Norman” identycznego typu N.

## Służba

### Morze Północne 1939-1940
"Kimberley” został ukończony 21 grudnia 1939 i w styczniu 1940 wszedł w skład 10. Dywizjonu 5. Flotylli Niszczycieli, dowodzonej przez kmdra Louisa Mountbattena, grupującej okręty typu K. Flotylla ta wchodziła w skład Floty Metropolii (Home Fleet), bazując początkowo głównie w Scapa Flow. Przez pierwsze miesiące razem z niszczycielami flotylli przeważnie osłaniał główne siły floty w wypadach na Morzu Północnym i w składzie „patrolu północnego”, patrolował tam i eskortował konwoje. 16 stycznia 1940 miał kolizję z niszczycielem HMS „Kelvin”, w której sam nie ucierpiał. 21 lutego 1940 z krążownikiem HMS „Manchester” zdobył na południe od Islandii i odholował do Kirkwall niemiecki parowiec „Wahehe” (4709 BRT) (późn. brytyjski „Empire Citizen”). 7 marca 1940 przetransportował z pokładu pancernika HMS „Rodney” do Scapa Flow Winstona Churchilla.
W kwietniu 1940 „Kimberley” wziął aktywny udział w kampanii w Norwegii, wychodząc w morze 7 kwietnia w kierunku Norwegii ze Scapa Flow w osłonie głównych sił floty adm. Forbesa, w bezskutecznym poszukiwaniu niemieckich okrętów. 8 kwietnia został odłączony z „Repulse”, krążownikiem HMS „Penelope” i niszczycielami w celu wsparcia niszczyciela HMS „Glowworm” walczącego z siłami niemieckimi, lecz zespół nie zdążył nadejść przed jego zatopieniem. Po pierwszej bitwie pod Narwikiem „Kimberley” wraz z krążownikiem HMS „Penelope” i niszczycielami HMS „Bedouin”, „Eskimo”, „Punjabi” wszedł do Vestfjordu w celu osłony odwrotu uszkodzonych niszczycieli brytyjskich 2. Flotylli. Następnie wraz z „Penelope” i „Punjabi” dozorował koło Tranøy; ich obecność spowodowała zarzucenie próby przerwania się 10 kwietnia przez niemieckie niszczyciele „Erich Giese” i „Wolfgang Zenker” i zawrócenie ich do Narwiku. 13 kwietnia „Kimberley” z 8 niszczycielami i pancernikiem HMS „Warspite” wziął udział w drugiej bitwie pod Narwikiem, zakończonej zatopieniem lub samozatopieniem 8 niemieckich niszczycieli. 14 kwietnia „Kimberley” wysłał na zwiad do Narwiku łódź, która została ostrzelana przez Niemców (5 zabitych). Następnie „Kimberley” głównie eskortował statki pomiędzy Wielką Brytanią a Norwegią i wzdłuż wschodniego wybrzeża Wielkiej Brytanii, podporządkowany Dowództwu Nore.

### Morze Czerwone 1940-1941
14 maja 1940 „Kimberley” z grupą niszczycieli (m.in. „Khartoum”, „Kandahar” i „Kingston” z 5. Flotylli) został przeniesiony do Floty Śródziemnomorskiej, docierając 24 maja przez Gibraltar i Maltę do Suezu. Z tymi niszczycielami utworzył 28. Dywizjon Niszczycieli, pełniący zadania eskortowe na Morzu Czerwonym, bazując głównie w Adenie. 13 sierpnia ze slupem „Auckland” bombardował El Sheika (40 mil od Berbera). 16-18 sierpnia 1940 z innymi okrętami osłaniał ewakuację brytyjskich żołnierzy z Berbera z Somali Włoskiego do Adenu.
21 października 1940 wraz ze slupem HMAS „Yarra” ścigał i ciężko uszkodził włoski niszczyciel „Francesco Nullo”, który ostatecznie wyrzucił się na mieliźnie koło Massawy, jednakże „Kimberley” został przy tym uszkodzony przez włoską artylerię nadbrzeżną z Massawy i unieruchomiony (przerwany przewód parowy). Został następnie odholowany przez krążownik HMNZS „Leander” i niszczyciel „Kingston” do Port Sudan, gdzie do 30 października prowizorycznie usunięto uszkodzenia, następnie do połowy listopada okręt był remontowany w Bombaju, po czym kontynuował służbę eskortową. W lutym 1941 brał udział w operacji zdobycia Massawy.

### Morze Śródziemne 1941-1944
12 kwietnia 1941 „Kimberley” został przebazowany na Morze Śródziemne, do Aleksandrii, wchodząc w skład 14. Flotylli Niszczycieli. Brał tam udział przez cały okres w osłonie konwojów, głównie na Maltę i działań głównych sił floty. M.in. już 19/20 kwietnia wziął udział w operacji sił głównych osłaniającej rejs transportowca „Breconshire” na Maltę (MD.2). W nocy 27/28 kwietnia z krążownikiem HMS „Ajax” i niszczycielami HMS „Kingston” i „Havock” ewakuował żołnierzy alianckich z Rafina i Raftis w Grecji, a 28/29 kwietnia z niszczycielami „Kandahar”, „Kingston” i „Hero” ewakuował ok. 450 jugosłowiańskich żołnierzy z Kalamaty (operacja Demon), po czym z niszczycielami „Isis” i „Hero” kontynuował tę akcję podczas dwóch kolejnych nocy. 6-12 maja wziął udział w osłonie sił głównych w operacji zaopatrzenia Malty MD.4.
Od połowy maja 1941 „Kimberley” brał aktywny udział w bitwie o Kretę, w składzie zespołu D. Podczas niej, w nocy 21/22 maja zespół brytyjski (krążowniki HMS „Dido”, „Ajax”, „Orion” i niszczyciele HMS „Janus”, „Hasty”, „Hereward” i „Kimberley”) przechwycił koło Chani niemiecki konwój desantowy 20 małych statków pod eskortą włoskiego torpedowca „Lupo” i zniszczył 10 statków (zginęło 297 żołnierzy). W nocy 31 maja/1 czerwca „Kimberley” ewakuował żołnierzy z Krety.
Od 7 czerwca 1941 „Kimberley” brał udział w kampanii syryjskiej przeciw kolonialnym rządom Francji Vichy i 8-9 czerwca 1941 bombardował most Khan, po czym odholował 9 czerwca do Hajfy uszkodzony niszczyciel HMS „Janus”. W nocy 16 czerwca z niszczycielem HMS „Jervis” uszkodził lekko francuskie wielkie niszczyciele „Valmy” i „Guepard”. 4 lipca ostrzeliwał francuskie pozycje w Syrii. W lipcu i sierpniu dowoził posiłki na Cypr (operacja Guillotine). Działał następnie pod oblężonym Tobrukiem, m.in. nocami 14/15 i 16/17 sierpnia dowoził tam zaopatrzenie wraz z „Kandahar”, a 19/20 i 22/23 sierpnia brał udział w transportowaniu do Tobruku polskiej Samodzielnej Brygady Strzelców Karpackich (operacja Treacle – wraz z „Jervis”, „Hasty” i „Abdiel”). 8 września 1941 został lekko uszkodzony koło Tobruku bliskimi wybuchami bomb lotniczych. We wrześniu dowoził zaopatrzenie do Tobruku w ramach operacji Supercharge, a w listopadzie posiłki na Cypr (operacja Glencoe)
Od 29 listopada 1941 operował przez krótki okres z Malty w składzie zespołu B, z krążownikami HMS „Ajax” i „Neptune” i niszczycielem „Kingston”. 5-8 grudnia wraz z „Kingston” eskortował transportowiec „Breconshire” z Malty do Aleksandrii. 17 grudnia wziął udział w I bitwie w zatoce Syrta.
12 stycznia 1942 koło Tobruku „Kimberley” został trafiony przez niemiecki okręt podwodny U-77 torpedą, która urwała mu rufę (3 zabitych). Uszkodzony niszczyciel został odholowany przez niszczyciel „Heythrop” do Aleksandrii, a następnie 13 marca do Adenu, po czym na remont do Bombaju, który ukończono dopiero w styczniu 1944.

## Morze Śródziemne 1944-1945
Po remoncie i próbach „Kimberley” przeszedł w marcu 1944 do Aleksandrii i działał na Morzu Śródziemnym. 27 maja został uszkodzony w sztormie, po czym naprawiony do czerwca w Aleksandrii. Bazował następnie na Malcie.
W sierpniu 1944 wziął udział w desancie w południowej Francji (operacja „Dragoon”). Z jego pokładu 14 sierpnia głównodowodzący na Morzu Śródziemnym adm. John Cunningham obserwował przejście konwojów przez Cieśninę św. Bonifacego i nadał sygnał rozpoczęcia operacji. Z kolei 15 sierpnia 1944 na pokładzie „Kimberley” wizytował flotę desantową premier Winston Churchill. Po tym, okręt przeszedł na Adriatyk, gdzie między 1 a 13 września ostrzeliwał cele na włoskim wybrzeżu w okolicy Rimini.
W październiku został przeniesiony na Morze Egejskie, wspierając lądowania na wyspach greckich (operacja „Manna”). 29 października zdobył niemiecki statek szpitalny „Gradiscca”. 12 listopada 1944 „Kimberley” ostrzeliwał niemiecką baterię nadbrzeżną w Alimnia na Dodekanezie, a 14 listopada zniszczył dwie barki desantowe w zatoce Livadia. W kolejnych miesiącach „Kimberley” działał w dalszym ciągu na wodach wokół Grecji i jeszcze 1 maja 1945 z niszczycielami „Catterick” i „Kriti” (greckim) wykonał rajd przeciw Rodos.
Po zakończeniu wojny w Europie „Kimberley” powrócił we wrześniu do Wielkiej Brytanii, gdzie został wycofany do rezerwy. W 1948 został skreślony z listy floty i używany w rejonie Clyde jako okręt-cel. 30 marca 1949 został sprzedany na złom do West of Scotland Shipbreakers i w styczniu przybył do Troon w celu złomowania.
Dowódcy:
- 1939 – 1940: Lt Cdr (kmdr ppor) R.G.K. Knowling[1]
- 1940 – 1942 – ?: Lt Cdr J.S.M. Richardson

## Dane techniczne

### Uzbrojenie
Uwaga – dane dotyczące uzbrojenia i wyposażenia odnoszą się ogólnie do okrętów typu K, daty zmian w przypadku konkretnego okrętu są orientacyjne.
- 6 dział 120 mm QF Mk XII na podwójnych podstawach CP Mk XIX, osłoniętych maskami (3xII)
  - długość lufy: L/45 (45 kalibrów), donośność maksymalna 15 520 m, kąt podniesienia +40°, masa pocisku 22,7 kg
- 1 działo plot 102 mm QF Mk V na podstawie HA Mk III (między 1940/41 a 1942/43 zamiast aparatu torpedowego)
  - długość lufy: L/45, kąt podniesienia +80°, masa pocisku 14,06 kg
- 4 automatyczne armaty przeciwlotnicze 40 mm Vickers Mk VIII („pom-pom”) poczwórnie sprzężone na podstawie Mk VII (1xIV)
- 2-10 automatycznych działek plot 20 mm Oerlikon 20 mm (od 1941, ilość stopniowo wzrastała, 2xI do 6xI, później 4xII i 2xI))
- 8 wkm plot 12,7 mm Vickers Mk III (2xIV) (do 1941)
- 10 wyrzutni torpedowych 533 mm w dwóch aparatach torpedowych PR Mk II (2xV), 10 torped Mk IX (pomiędzy 1940/41 a 1942/43 – 5 wyrzutni)
- 1 zrzutnia na 6 bomb i 2 miotacze bomb głębinowych (20-45 bomb głębinowych)

Wyposażenie
- hydrolokator
- system kierowania ogniem artylerii: dalocelownik (DCT) i główny dalmierz (na nadbudówce dziobowej)
- radar dozoru ogólnego Typ 286 (od 1941, na głównym maszcie), później Typ 291
- radar kierowania ogniem plot Typ 285 (od 1941, na stanowisku dalmierza)
- radar dozoru nawodnego Typ 271 (w II połowie wojny, na śródokręciu)
- radar dozoru nawodnego Typ 293 (pod koniec wojny na maszcie głównym)